# Chiloglanis
Chiloglanis är ett släkte av fiskar. Chiloglanis ingår i familjen Mochokidae.

## Dottertaxa tillChiloglanis, i alfabetisk ordning[1]
- Chiloglanis angolensis
- Chiloglanis anoterus
- Chiloglanis asymetricaudalis
- Chiloglanis batesii
- Chiloglanis benuensis
- Chiloglanis bifurcus
- Chiloglanis brevibarbis
- Chiloglanis cameronensis
- Chiloglanis carnosus
- Chiloglanis congicus
- Chiloglanis deckenii
- Chiloglanis disneyi
- Chiloglanis elisabethianus
- Chiloglanis emarginatus
- Chiloglanis fasciatus
- Chiloglanis harbinger
- Chiloglanis igamba
- Chiloglanis kalambo
- Chiloglanis kazumbei
- Chiloglanis lamottei
- Chiloglanis lufirae
- Chiloglanis lukugae
- Chiloglanis macropterus
- Chiloglanis marlieri
- Chiloglanis mbozi
- Chiloglanis micropogon
- Chiloglanis microps
- Chiloglanis modjensis
- Chiloglanis neumanni
- Chiloglanis niger
- Chiloglanis niloticus
- Chiloglanis normani
- Chiloglanis occidentalis
- Chiloglanis orthodontus
- Chiloglanis paratus
- Chiloglanis pojeri
- Chiloglanis polyodon
- Chiloglanis polypogon
- Chiloglanis pretoriae
- Chiloglanis productus
- Chiloglanis reticulatus
- Chiloglanis rukwaensis
- Chiloglanis ruziziensis
- Chiloglanis sanagaensis
- Chiloglanis sardinhai
- Chiloglanis somereni
- Chiloglanis swierstrai
- Chiloglanis trilobatus
- Chiloglanis voltae